# Ambulyx sericeipennis
Ambulyx sericeipennis is een vlinder uit de familie van de pijlstaarten (Sphingidae). De wetenschappelijke naam van de soort werd in 1875 gepubliceerd door Arthur Gardiner Butler.

## Ondersoorten
- Ambulyx sericeipennis sericeipennis
- Ambulyx sericeipennis javanica (Clark, 1930) (Java)
- Ambulyx sericeipennis joiceyi (Clark 1923) (Malaysia, Borneo, Sumatra, Vietnam and Laos)
- Ambulyx sericeipennis luzoni (Clark, 1924) (Luzon)
- Ambulyx sericeipennis okurai (Okano, 1959) (Taiwan)
- Ambulyx sericeipennis palawanica Brechlin, 2009 (Palawan)

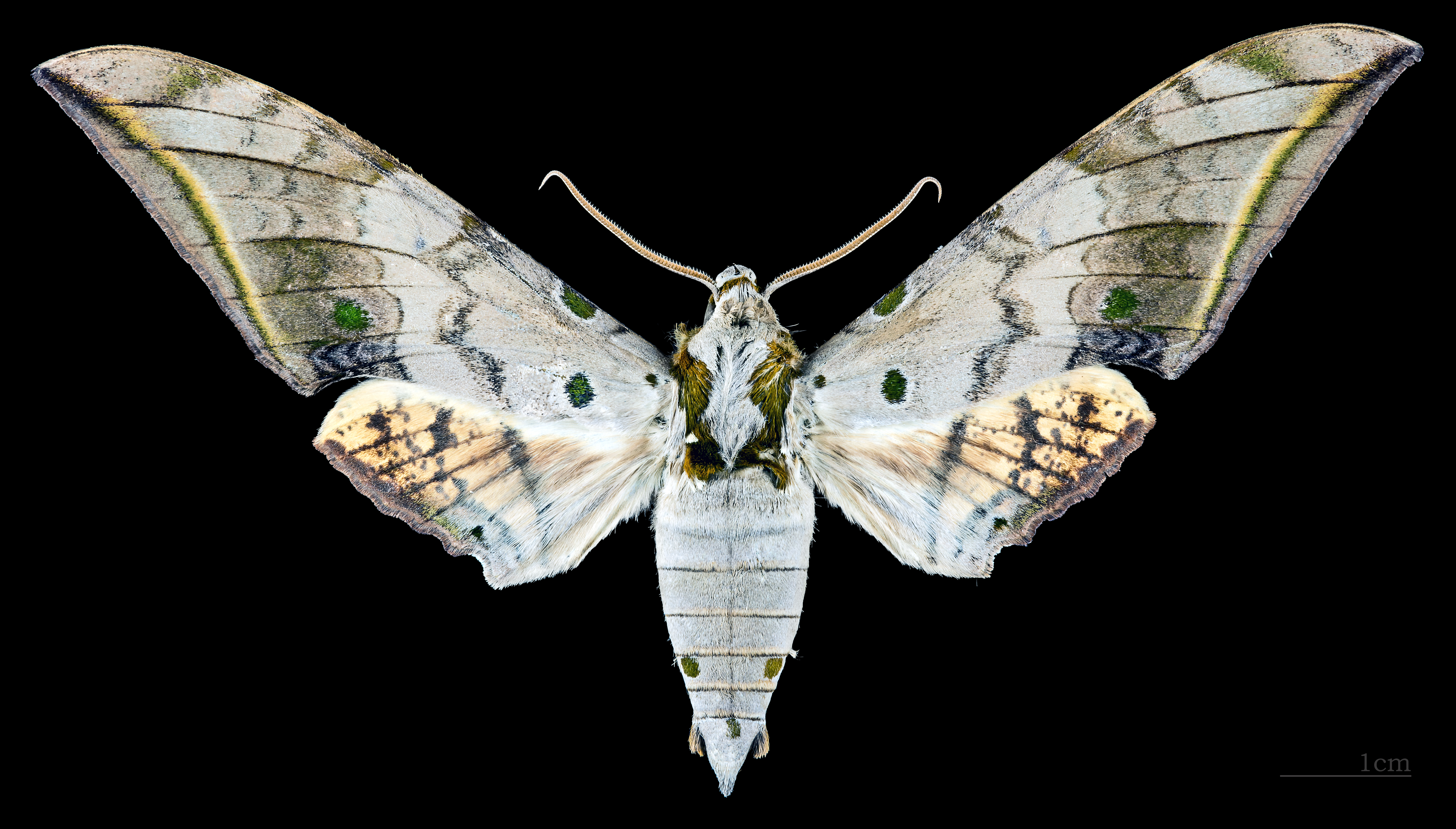
Ambulyx sericeipennis okurai ♂
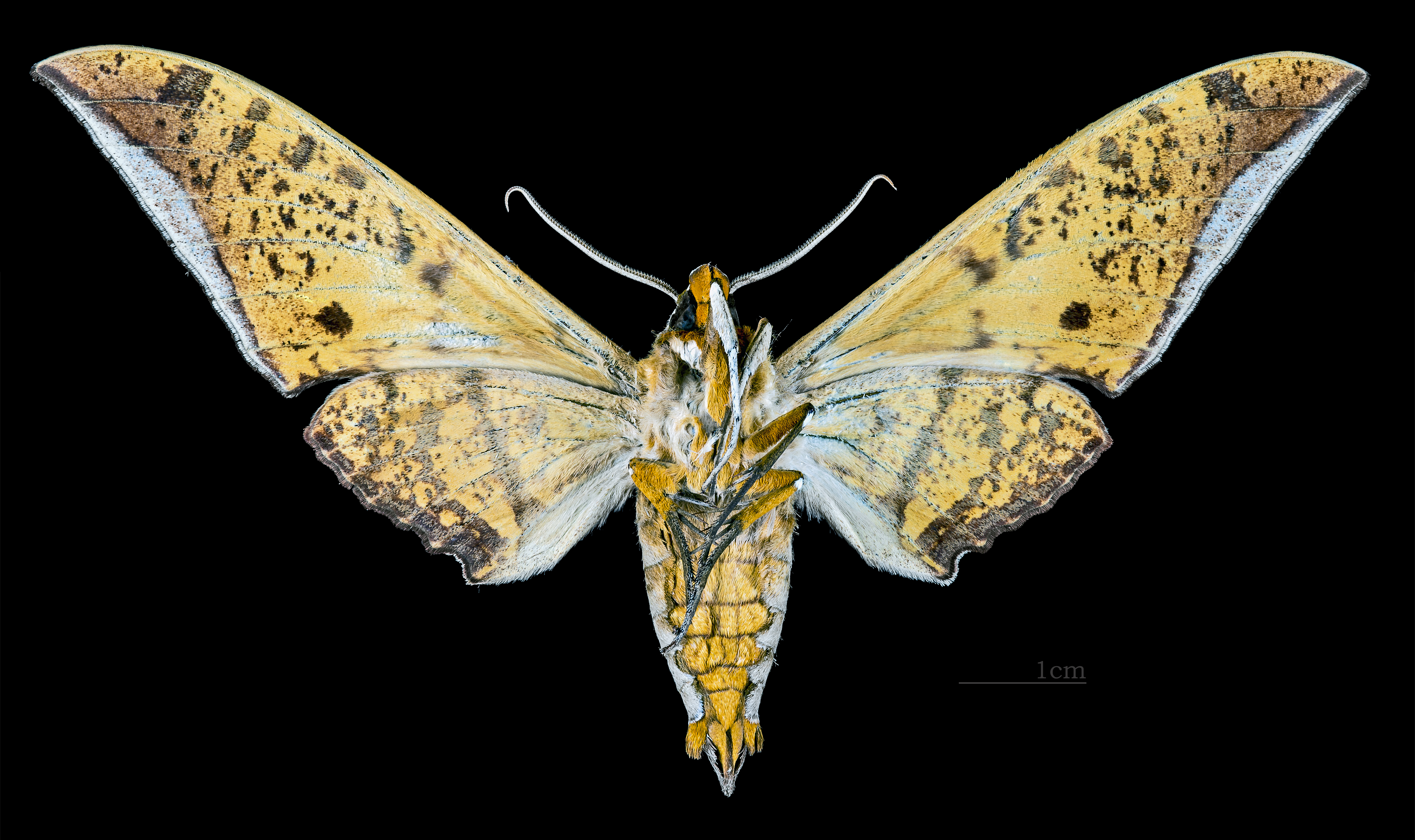
Ambulyx sericeipennis okurai  ♂  △